# Port Lions
Port Lions es una ciudad ubicada en el borough de Isla Kodiak en el estado estadounidense de Alaska. En el Censo de 2010 tenía una población de 194 habitantes y una densidad poblacional de 7,44 personas por km².

## Geografía
Port Lions se encuentra en las coordenadas 57°52′39″N 152°51′57″O / 57.87750, -152.86583. Según la Oficina del Censo de los Estados Unidos, Port Lions tiene una superficie total de 26.06 km², de la cual 16.53 km² corresponden a tierra firme y (36.58%) 9.53 km² es agua.

## Demografía
Según el censo de 2010, había 194 personas residiendo en Port Lions. La densidad de población era de 7,44 hab./km². De los 194 habitantes, Port Lions estaba compuesto por el 36.08% blancos, el 0% eran afroamericanos, el 58.76% eran amerindios, el 2.58% eran asiáticos, el 0% eran isleños del Pacífico, el 0% eran de otras razas y el 2.58% pertenecían a dos o más razas. Del total de la población el 1.55% eran hispanos o latinos de cualquier raza.